# Шалак, Оксана Ивановна
Оксана Ивановна Шалак (укр. Оксана Іванівна Шалак; 14 января 1966, с. Оленевка, Могилёв-Подольский район, Винницкая область) — украинская поэтесса и фольклорист. Член Национального союза писателей Украины (1989). Кандидат филологических наук (1995).

## Биография
Окончила филологический факультет Киевского государственного университета имени Т. Г. Шевченко (1989). Работала научным сотрудником в Государственном музее Тараса Шевченко (1989—1993), старшим научным сотрудником в Институте украиноведения (1993—2003), научным сотрудником (сейчас — старший научный сотрудник) Института искусствоведения, фольклористики и этнологии имени Н. Т. Рыльского НАН Украины (2003—2015).

## Творчество
Стихи печатались в журналах «Київ», «Дніпро», «Ранок», «Березіль», «Дзвін», «Світовид», «Згар», «Літературний Львів» и других периодических изданиях. Стихи вошли в антологии «Стоголосся» (2002), «Сто поетів Вінниччини за сто років» (2003), «Радосинь» (2004), «На лузі Господньому» (2007), «Улюблені вірші про кохання» (2007), «Червоне і чорне» (2011), в альманах «Сонячна Мальвія» (2006, 2007), хрестоматии «Пори року» (2003). Автор поэтических книг «Дика пташка» (1991), «Вино неможливого» (1996), «При світлі снігів» (2001), «Сім високих небес» (2006), «Молитва про сад» (2012). Стихи О. Шалак переведены на белорусский и сербский языки. Переводит стихи белорусских поэтов.
Автор монографии «Фольклористична діяльність Андрія Димінського» (К., 2009), «Український фольклор Поділля в записах і дослідженнях ХІХ — початку ХХ століття» (K., 2014) и около 60 научных статей. Участница международных конференций и симпозиумов, в том числе в Оломоуце (Чехия), Белграде (Сербия), Минске (Беларусь), Москве (Россия).

## Премии и награды
- Премия имени Мирона Утриска.
- Всеукраинская литературная премия имени Михаила Коцюбинского в 2015 году за монографию Украинский фольклор Поділля в записях и исследованиях ХІХ — начала XX века" (2014) и сборник лирики «Молитва про сад» (2012)[1].